# Есеј (рагби 15)
Есеј (енгл. Try) је француски термин којим се означава највреднији начин поентирања у рагбију. Есеј вреди 5 поена у рагбију 15 и постиже га рагбиста који је контролисано спустио лопту на земљу у есеј простору.